# Melanochyla woodiana
Melanochyla woodiana är en sumakväxtart som beskrevs av K.M. Kochummen. Melanochyla woodiana ingår i släktet Melanochyla och familjen sumakväxter. Inga underarter finns listade i Catalogue of Life.